# 국제형사사법대사
국제형사사법대사(United States Ambassador-at-Large for Global Criminal Justice)는 미국 국무부 산하 국제 형사 사법국의 수장이다. 이 이동대사는 미국의 국무장관과 민간안보, 민주주의, 인권 담당 차관에게 직접 자문하고 분쟁 지역 및 전 세계 다른 지역에서 발생한 잔학 행위에 대한 미국 정책 대응을 수립한다. 대통령 특사로서 이 대사는 미국 정책에 대한 양자 및 국제적 지지를 구축하기 위해 전 세계를 여행하며 국가 원수 및 국제기구와 협력한다. 이의 일환으로 대사는 피해국을 방문하고 다양한 외교, 법률, 경제, 군사 및 정보 수단을 동원하여 평화와 안정을 확보하고 법치를 구축하는 데 기여한다. 국제 형사 사법국장으로서 이 대사는 또한 국무차관보 직급을 가진다.
데이비드 셰퍼는 초대 전쟁 범죄 문제 담당 미국 이동대사(1997–2001)로 재직했다. 그의 뒤를 이어 피에르-리샤르 프로스페르 (2001–2005)와 존 클린트 윌리엄슨(2006~2009)이 재직했다.
2009년 7월, 미국 대통령 버락 오바마는 전 미국 변호사이자 시에라리온 유엔 특별 재판소 검사였던 스티븐 랩을 존 클린트 윌리엄슨의 뒤를 이어 전쟁 범죄 문제 담당 이동대사로 지명했다. 상원은 2009년 9월 8일 그를 인준하여 랩이 이 직함을 가진 네 번째 인물이 되었다.

## 명단
| # | 사진 | 이름                     | 취임일           | 임기 종료일      |
| - | ---- | ------------------------ | ---------------- | ---------------- |
| 1 |      | 데이비드 셰퍼            | 1997년 8월 5일   | 2001년 1월 20일  |
| 2 |      | 피에르-리샤르 프로스페르 | 2001년 7월 13일  | 2005년 10월 12일 |
| 3 |      | 존 클린트 윌리엄슨       | 2006년 7월 10일  | 2009년 9월 8일   |
| 4 |      | 스티븐 랩                | 2009년 9월 8일   | 2015년 8월 7일   |
| 5 |      | 토드 F. 부슈월드         | 2015년 12월 30일 | 2017년 7월       |
| 6 |      | 모스 탄                  | 2019년 12월 31일 | 2021년 1월 20일  |
| - |      | 마이클 코작 (대행)       | 2021년 1월 20일  | 2022년 3월 17일  |
| 7 |      | 베스 반 스하크           | 2022년 3월 17일  | 2025년 1월 20일  |